# The Swarbriggs
The Swarbriggs est un duo irlandais composé des frères Thomas « Tommy » Swarbrigg et John James « Jimmy » Swarbrigg.
Le duo est notamment connu pour sa participation au Concours Eurovision de la chanson 1975, représentant l'Irlande avec la chanson That's What Friends Are For. Au Concours Eurovision de la chanson 1977, le duo a de nouveau représenté l'Irlande avec les chanteuses Nicola Kerr et Alma Carroll en tant que The Swarbriggs Plus Two, avec la chanson It's Nice to Be in Love Again. 
The Swarbriggs ont également connu le succès avec de nombreuses autres chansons atteignant le top 20 en Irlande au cours des années 1970, y compris entre autres Joanne et Someone Else's Land (1re place du hit-parade irlandais en 1976), ainsi que Looking Through The Eyes of a Beautiful Girl, If Ma Could See Me Now et Funny.

## Discographie

### Albums

#### Album studio
- 1975 : That's What Friends Are For

#### Compilations
- 1976 : Greatest Hits
- 2001 : The Collection 1970-1980

### Singles
- 1975 : That's What Friends Are For
- 1975 : Shuffle Into My Heart
- 1975 : Funny
- 1976 : Joanne
- 1976 : Someone Else's Land
- 1977 : Melanie's Rainbow
- 1977 : We Can Make Good Music
- 1980 : Sacramento